# انگلیسی‌هراسی

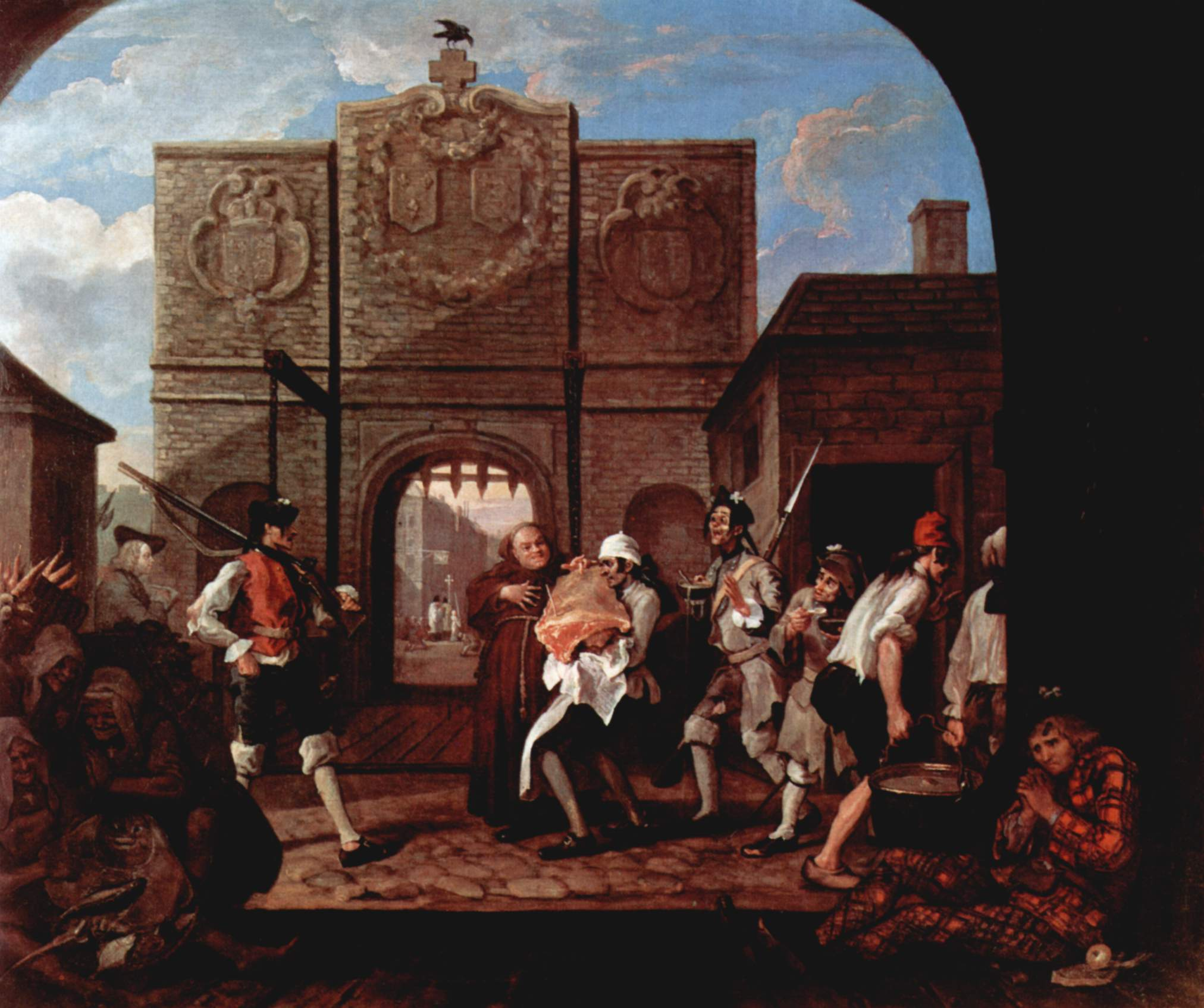
روست بیف اصطلاحی در زبان فرانسوی این مفهوم را به عنوان تمسخر معرفی کرده‌اند.

انگلیسی‌هراسی یا انگلوفوبیا (به انگلیسی: Anglophobia) به ترس از کشور انگلستان سیاست‌ها و مردمش گفته می‌شود. این ترس و بیزاری در بسیاری از کشورهایی که زمانی در استعمار انگلیس بودند همانند آمریکا، هند و پاکستان وجود دارد.
هر چند ایران رسماً مستعمره نبوده‌است ولی دولت‌های حاکم به شدت تحت نفوذ انگلیس قرار داشتند و در تاریخ معاصر ایران نمونه‌های فراوانی از دخالتهای بریتانیا در امور داخلی ایران وجود دارد به همین دلیل برخی هنوز هم دیدگاهی منفی نسبت به انگلستان دارند و برخی از وقایع را به انگلستان نسبت می‌دهند.
در برخی افراد، انگلیسی‌هراسی به یک بیماری تبدیل می‌شود، به صورتی که هر اتفاقی را که در جهان بیفتد به نوعی تئوری توطئه باور دارند و به انگلستان و نبوغ سیاست‌مدارانش نسبت می‌دهند.
انگلیسی‌هراسی در جهان، شامل دو نوع سیاسی و اقتصادی است. در قرن‌ نوزدهم و نیمه اول قرن بیستم در برخی کشورهای اروپایی به‌ویژه آلمان و فرانسه هر دو نوع انگلیسی‌هراسی وجود داشت. اما اکنون وجود ندارد یا از شدت آن بسیار کاسته شده است. در پس انگلیسی‌هراسی آلمانی‌ و فرانسوی‌، ناسیونالیسم، توسعه‌طلبی و رقابت‌های سیاسی و اقتصادی نهفته بود. اما در کشورهایی که مستعمره بریتانیا بودند، انگلیسی‌هراسی علت‌های دیگر داشت.

## پیشینه
انگلیسی‌هراسی در سراسر جوامع در جهان وجود دارد.

### روسیه
دامنه این ترس تا آنجا پیش می‌رود که یکی از انگلیس‌هراس‌ها معتقد بود، انگلیسی‌ها میخائیل گورباچف (آخرین رهبر شوروی) را با مأمور خود که تغییر قیافه داده بود عوض کردند و این مأمور موجب انحلال شوروی شد.

### هند
یکی از اتفاقات هولناکی که در زمان استعمار بریتانیا در هند اتفاق افتاد و منجر به انگلیس هراسی در هند شد، کشتار امریتسار بود که هنوز زخم آن برای مردم هند درمان نشده‌است. هندی‌ها معتقدند بریتانیا باید عذرخواهی رسمی کند، بعضی از سیاستمداران بریتانیا می‌گویند که دولت باید غرامت بدهد. ملکه الیزابت در سال ۱۹۹۷ میلادی از محل این حادثه دیدار و آن را ناگوار و غم‌انگیز توصیف کرد. کمرون نیز اولین نخست‌وزیری بریتانیا بود که در مراسم رسمی قربانیان شرکت کرد و آن را به شدت شرم آور توصیف کرد ولی هیچ‌یک از آنها حاضر به عذرخواهی رسمی نشدند.
در این حادثه ۱۵ الی ۲۰ هزار هندی معترض به سیاست‌های بریتانیا در باغی تجمع می‌کنند ارتش بریتانیا باغ را محاصره و در کمتر از ۳۰ ثانیه فرمان آتش می‌دهد که منجر به کشته شدن ۱۰۰۰ هندی و زخمی شدن ۱۵ هزار نفر می‌شود. بریتانیا تعداد کشته‌ها را تنها ۳۳۷ نفر اعلام می‌کند.

### ایران
از همان آغاز دوره قاجاریان، بریتانیا نزد افکار عمومی میان مردمان ایرانی به چهره‌ای مرموز درآمد و حوادث تاریخی در طول دوره پهلوی به تقویت این ایده کمک کرد. محمدرضا قانون پرور در بررسی رمان دائی جان ناپلئون نوشته ایرج پزشکزاد می‌نویسد که تا به امروز از زبان هم نسلان دائی جان ناپلئون و گاه گاهی جوانترها عبارت «کار، کار انگلیسی‌هاست» به گوش می‌رسد. انگلیسی هراسی محمدرضا پهلوی از زمان سرنگونی پدرش به دست متفقین آغاز شد. لفاظی‌های سیاستمداران انگلیس در توجیه ظهور و سقوط پدرش رضا پهلوی تصویری اغراق گونه از انگلیس در ذهن اون به‌وجود آورد به نحوی که وی سیاست‌های این کشور را نقطه آغار رخدادهای داخلی و جهانی می‌دانست؛ لذا محمدرضا از یک سو به دنبال کسب حمایت انگلیس و از سویی دیگر از فعالیت‌های انگلیس در ایران به شدت می‌هراسید.
کودتای ۲۸ مرداد ۱۳۳۲، انقلاب ۱۳۵۷، خروج شاه از ایران، به حکومت رسیدن خمینی و استقرار نظام جمهوری اسلامی و تبعات آن را برنامه از پیش تعیین شده انگلیسی‌ها می‌دانند (البته اسنادی را هم در این رابطه رو می‌کنند). ریشه این انگلیسی هراسی ایرانیان به قرن نوزدهم و اوایل قرن بیستم برمی‌گردد. زمانی که ایران صحنه رقابت قدرتهای اروپایی بود. برای هم‌نسلان دائی جان ناپلئون، سوء ظن به انگلیس و مسئول دانستن آنها برای وقایع سیاسی توجیه پذیر بود. اما این سوء ظن در بعضی مواقع جنبه بیمارگونه و فوبیا بخود می‌گرفت. بطوریکه ایرانیان انگلیسی‌ها را مسئول تمام اتفاقات حتی اتفاقات و مسائل خصوصی افراد عادی می‌پنداشتند.